# Säkkijärven polkka

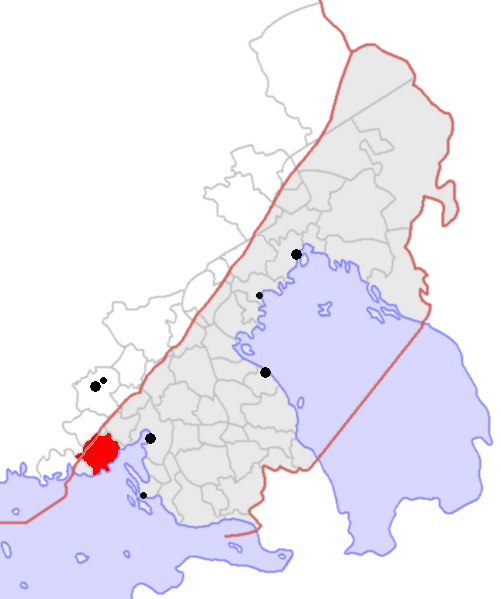
Säkkijärvi.

Säkkijärven polkka (finska för "Säkkijärvis polka") är en finsk dragspelspolka som spelades in första gången av Willy Larsen 1928, men kom att bli känd först under vinterkriget 1939–1940. Efter kriget när Säkkijärvi genom Parisfreden överlåtits till Sovjetunionen satte Reino Helismaa text till melodin.
När fortsättningskriget inletts återtog finländarna Viborg den 31 augusti 1941. Dock hade mängder av sovjetiska radioutlösta bomber och minor placerats i området. Dessa skulle detoneras av den sovjetiska armén genom att sända radiosignaler på en särskild frekvens. För att kunna desarmera bomberna spelade finsk radio Säkkijärven polkka oavbrutet på denna frekvens, dygnet runt, i månadsskiftet augusti/september 1941 för att störa ut radiosignalerna, vilket man också lyckades med.
Charlie Norman har skrivit en svensk text till denna låt.

## Inspelningar
- Willy Larsen, 1928
- Aarne Salonen & Dallapé, 1929
- Kurt Londén & Suomi Jazz Orkesteri, 1930
- Vilho Viikari & Nils Ekmans dragspelsorkester, 1930
- Viljo Vesterinen, 1939 och 1947
- Jorma Ikävalko, 1953
- Lasse Pihlajamaa, 1957
- Henry Theel, 1969
- Esa Pakarinen & Esko Toivonen, 1972